# Jorge Dely Valdés
Jorge Dely Valdes (Colón, 12 de março de 1967) é um treinador e ex-futebolista e panamenho que atuava como atacante. Atualmente, dirige a Seleção Panamenha Sub-17.
Ele é irmão gêmeo de Julio César Dely Valdés e irmão mais novo de Armando Dely Valdés, morto em 2004.

## Prêmios Individuais
Seleção da América do Norte
- Copa Ouro da CONCACAF: 2005 – Seleção Reserva